# Pseuderanthemum laxiflorum
Pseuderanthemum laxiflorum es una especie de planta herbácea perteneciente a la familia de las acantáceas. Se encuentra en Centroamérica.

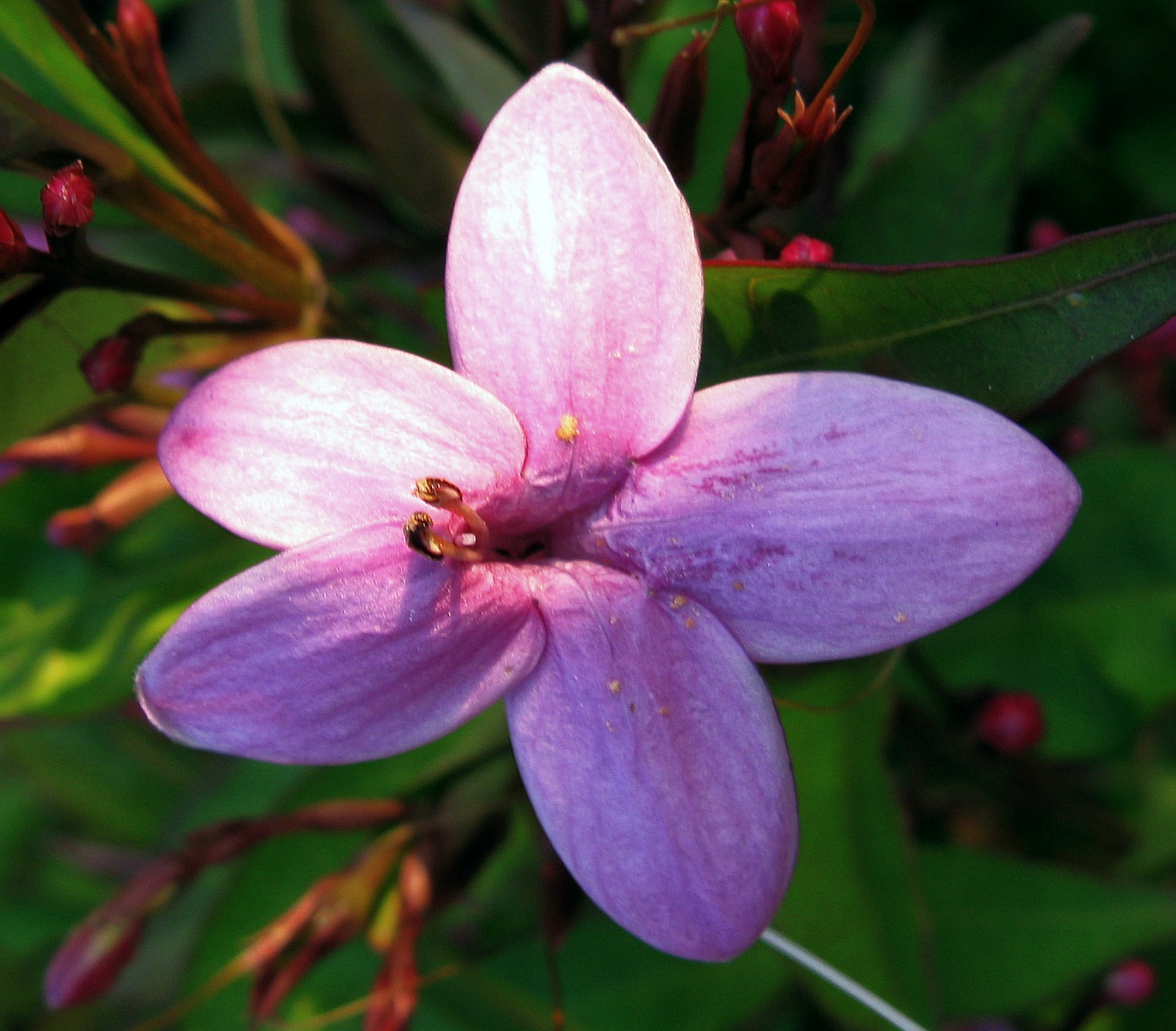
Detalle de la flor

## Descripción
Es un arbusto erecto perennifolio que no suele alcanzar el metro de altura. Las hojas miden entre 10 y 15 cm de longitud, son brillantes, ampliamente ovaladas, de color verde oscuro con tintes metalizados. Dependiendo de la variedad puede tener hojas con matices purpúreos o en diversas tonalidades más o menos mezcladas entre sí de amarillo, blanco cremoso, morado, bronce o rosáceo. Las flores son muy vistosas; se presentan en pequeños racimos separados y muestran un atractivo contraste con el follaje, son pequeñas, con forma de estrella de color rosa intenso, violácea o rosa salpicada de blanco. 

## Taxonomía
Pseuderanthemum laxiflorum fue descrita por (A.Gray) F.T.Hubb. ex L.H.Bailey y publicada en Rhodora 18(211): 159. 1916.
Etimología
Pseuderanthemum: nombre genérico compuesto que deriva del latín y significa "falso Eranthemum".
laxiflorum: epíteto latíno que significa "con flores laxas".
Sinonimia
- Eranthemum laxiflorum A.Gray basónimo